# Seznam sídel v Chorvatsku, F
Toto je seznam sídel v Chorvatsku začínajících na písmeno F.
| Název                   | Typ     | Župa                     | Město/ opčina        | Počet obyvatel (2001/2011) |
| ----------------------- | ------- | ------------------------ | -------------------- | -------------------------- |
| Fabci                   | vesnice | Istrijská                | Višnjan              | 49                         |
| Fajerovec               | vesnice | Koprivnicko-križevecká   | Gornja Rijeka        | 76                         |
| Falašćak                | vesnice | Záhřebská                | Samobor              | 148                        |
| Falinić Breg            | vesnice | Varaždinská              | Cestica              | 106                        |
| Farini                  | vesnice | Istrijská                | Višnjan              | 53                         |
| Farkaševac              | opčina  | Záhřebská                | Farkaševac           | 342                        |
| Farkaševec Samoborski   | vesnice | Záhřebská                | Samobor              | 455                        |
| Fažana                  | opčina  | Istrijská                | Fažana               | 2 009                      |
| Fažonci                 | vesnice | Přímořsko-gorskokotarská | Čabar                | 0                          |
| Ferbežari               | vesnice | Přímořsko-gorskokotarská | Čabar                | 32                         |
| Ferdinandovac           | opčina  | Koprivnicko-križevecká   | Ferdinandovac        | 1 984                      |
| Farenci                 | vesnice | Istrijská                | Vižinada             | 89                         |
| Ferenci                 | vesnice | Karlovacká               | Ozalj                | 65                         |
| Ferežani                | vesnice | Koprivnicko-križevecká   | Sveti Petar Orehovec | 129                        |
| Feričanci               | opčina  | Osijecko-baranjská       | Feričanci            | 1 626                      |
| Ferketinec              | vesnice | Mezimuřská               | Podturen             | 212                        |
| Ferovac                 | vesnice | Požežsko-slavonská       | Kutjevo              | 103                        |
| Festinec                | vesnice | Záhřebská                | Gradec               | 70                         |
| Filipana                | vesnice | Istrijská                | Marčana              | 86                         |
| Filipi                  | vesnice | Istrijská                | Vižinada             | 36                         |
| Filipići                | vesnice | Varaždinská              | Novi Marof           | 139                        |
| Filipini                | vesnice | Istrijská                | Poreč                | 43                         |
| Filipovac               | vesnice | Požežsko-slavonská       | Lipik                | 373                        |
| Filipovići              | vesnice | Záhřebská                | Sveti Ivan Zelina    | 72                         |
| Filozići                | vesnice | Přímořsko-gorskokotarská | Cres                 | 6                          |
| Finčevec                | vesnice | Koprivnicko-križevecká   | Sveti Petar Orehovec | 109                        |
| Finida                  | vesnice | Istrijská                | Umag                 | 383                        |
| Fiorini                 | vesnice | Istrijská                | Brtonigla            | 145                        |
| Flengi                  | vesnice | Istrijská                | Vrsar                | 150                        |
| Florijan                | vesnice | Krapinsko-zagorská       | Klanjec              | 9                          |
| Fodrovec Riječki        | vesnice | Koprivnicko-križevecká   | Gornja Rijeka        | 61                         |
| Foli                    | vesnice | Istrijská                | Svetvinčenat         | 54                         |
| Forčići                 | vesnice | Istrijská                | Buzet                | 22                         |
| Forkuševci              | vesnice | Osijecko-baranjská       | Viškovci             | 465                        |
| Fotez Breg              | vesnice | Varaždinská              | Donja Voća           | 68                         |
| Frančići                | vesnice | Istrijská                | Sveta Nedelja        | 38                         |
| Frata                   | vesnice | Istrijská                | Tar-Vabriga          | 58                         |
| Fratrovci               | vesnice | Karlovacká               | Bosiljevo            | 47                         |
| Fratrovci Ozaljski      | vesnice | Karlovacká               | Ozalj                | 66                         |
| Frkanovec               | vesnice | Mezimuřská               | Sveti Juraj na Bregu | 328                        |
| Frkašić                 | vesnice | Licko-senjská            | Udbina               | 47                         |
| Frketić Selo            | vesnice | Karlovacká               | Netretić             | 57                         |
| Frkljevci               | vesnice | Požežsko-slavonská       | Pleternica           | 345                        |
| Frkuljevec Mihovljanski | vesnice | Krapinsko-zagorská       | Mihovljan            | 112                        |
| Frkuljevec Peršaveški   | vesnice | Krapinsko-zagorská       | Mače                 | 56                         |
| Frnjolići               | vesnice | Istrijská                | Sveti Lovreč         | 0                          |
| Fučkovac                | vesnice | Karlovacká               | Bosiljevo            | 19                         |
| Fuka                    | vesnice | Záhřebská                | Gradec               | 120                        |
| Funtana                 | opčina  | Istrijská                | Funtana              | 831                        |
| Furjanići               | vesnice | Karlovacká               | Ozalj                | 41                         |
| Fuškulin                | vesnice | Istrijská                | Poreč                | 181                        |
| Fužine                  | opčina  | Přímořsko-gorskokotarská | Fužine               | 685                        |